# فرودگاه کارلایل
فرودگاه کارلایل (به انگلیسی: Carlyle Airport) یک فرودگاه همگانی است که یک باند فرود آسفالت دارد و طول باند آن ۹۶۱ متر است. این فرودگاه در کشور کانادا قرار دارد و در ارتفاع ۶۳۲ متری از سطح دریا واقع شده‌است.